# نوواقع‌گرایی (روابط بین‌الملل)
نوواقع گرایی یا واقع گرایی ساختاری یکی از نظریه‌های روابط بین‌الملل است که اولین بار توسط کنت والتز در کتاب «نظریه سیاست بین‌الملل» در سال ۱۹۷۹ طرح شد. در کنار نئولیبرالیسم، نوواقع‌گرایی یکی از تأثیر گذارترین رویکردهای معاصر به روابط بین‌الملل بوده‌است. هر دو دیدگاه، در دهه گذشته نظریه روابط بین‌الملل را تحت سلطه خود داشته‌اند.اصلی ترین بحث این نظریه تاثیرات ساختار نظام بین الملل بر رفتار بازیگران است، بدین معنی که از نظر نوواقعگرایان ساختار نظام بین الملل تعیین کننده اصلی رفتار بازیگران است. والتز در تبیین ساختار نظام بین الملل آن را مجموعه ای از سه رکن دولتها، آنارشی، و توزیع توانایی ها می داند و به دلیل ثابت بودن دو رکن اول نتیجه میگیرد که تغییرات ساختار محصول تغییر در توزیع توانایی ها بوده و همین مساله بر رفتار بازیگران در نظام بین الملل تاثیر میگذارد.

## پی نوشت‌ها
1. ↑  مشرزاده، حمیرا (۱۳۸۶). تحول در نظریه‌های روابط بین‌الملل. سمت.